# Chodakówka
Chodakówka is een plaats in het Poolse district  Przeworski, woiwodschap Subkarpaten. De plaats maakt deel uit van de gemeente Kańczuga en telt 150 inwoners.